# 2013 год в телевидении
Список 2013 год в телевидении описывает события в мире телевидения, произошедшие в 2013 году.

## Январь
- 1 января
  - Начало вещания телеканала «Мир 24»[1];
  - Начало вещания белорусских телеканалов «ТВ-3»[2] и «RU.TV Беларусь»[3];
  - Начало вещания молдавского телеканала «RTR Moldova»[4];
  - Телеканал «Disney Channel Украина» прекратил вещание[5];
  - «Белтелерадиокомпания» провела ребрендинг телеканала «Беларусь ТВ» в «Беларусь 24»[6].
  - Смена логотипа на телеканале «Авто Плюс».
- 2 января — Программа «Угадай мелодию» вернулась в эфир «Первого канала»[7].
- 8 января — Смена логотипа и оформления детского телеканала «KidsCo»
- 11 января — Начал вещание эротический телеканал «Nu Art TV» («НЮ АРТ ТВ»)[8].
- 15 января — Телеканал «Детский мир» впервые за 16 лет поменял логотип.
- 21 января — Телеканал «Охотник и рыболов HD» начал официальное вещание[9].
- 25 января 
  - В городе Щёлково Московской области начал вещание новый телеканал «Первый Щёлковский»[10].
  - На канале «Россия-1» вышел в эфир последний выпуск юмористической программы «Кривое зеркало».
- Словацкий региональный телеканал «TV 56» прекратил своё вещание из-за технических неполадок[11].

## Февраль
- 1 февраля — Начало вещания нового украинского развлекательного телеканала «Солнце»
- 4 февраля
  - Телеканал «РБК» сменил логотип;
  - Телеканал «Первый Тульский» начал своё вещание в кабельных сетях, а с 11 февраля — у операторов спутникового телевидения[12].
- 8 февраля — Запуск телеканала «Беларусь 3»[13][14].
- 23 февраля — Телеканал «21+» прекратил вещание[15][16].
- 28 февраля — Телеканал «Syfy Universal» прекратил вещание на территории Российской Федерации[17][18].

## Март
- 1 марта — Телеканал «Совершенно секретно» прекратил вещание во всех кабельных сетях России. Сейчас вещание осуществляется только на интернет-сайте телеканала и на спутниковой платформе «НТВ-Плюс»[19][20].
- 7 марта — Болгарский телеканал «Балканское Болгарское Телевидение» в связи с покупкой медиагруппой «7 Media Group» перезапущен под названием «News7».
- 12 марта — Телеканал «Эксперт-ТВ» прекратил вещание из-за финансовых проблем[21].
- 15 марта
  - Телеканал «Астро-ТВ» прекратил вещание на «Триколор ТВ». Вещание на «Континент ТВ», интернете и кабельных сетях продолжается[22];
  - Телеканал «DANGE TV» начал вещание на «Триколор ТВ»[23].
- 22 марта — Итальянская телекомпания «Mediaset 1» запустила 3 новых телеканала: «Hot Time 1[итал.]», «Hot Time 2» и «Hot Time 3»[24].
- 29 марта — Объявлено о прекращении деятельности по решению учредителя ростовского телеканала «РостовТВ»[25].
- 30 марта — Ребрендинг канала «AXN Sci-Fi» в «Sony Sci-Fi».
- 31 марта — Калининградский телеканал «Премьер» прекратил вещание.

## Апрель
- 1 апреля
  - Телеканал «English Club TV» начал вещание в стандарте высокой чёткости (HD)[26];
  - Начало вещания итальянского телеканала «Premium Action[итал.]»[27].
- 10 апреля — Ребрендинг азербайджанского телеканала «ATV International[азерб.]» в «CBC[азерб.]»[28].
- 17 апреля — Телеканал «НТВ» изменил формат вещания с 4:3 на 16:9[29].
- 20 апреля — Указом Президента России телеканал «ТВ Центр» внесён в список федеральных обязательных телеканалов и добавлен в первый мультиплекс[30].
- 23 апреля — Советом Учредителей фонда «Академия Российского Телевидения» принято решение, что конкурс «ТЭФИ» не проводится до выработки новых регламента и правил проведения[31].
- 25 апреля — Телеканал «Комсомольская правда» изменяет формат изображения с 4:3 на 16:9[32].
- 27 апреля — Официальный запуск вещания телеканала Совета Федерации Федерального Собрания Российской Федерации «Вместе-РФ»[33][34].
- 30 апреля — «Общественное Московское Телевидение» начало круглосуточное интернет-вещание[35].

## Май
- 1 мая — «БСТ» перешёл на круглосуточное вещание на постоянной основе.
- 9 мая — Запуск вещания телеканала о российской истории «История» холдинга ВГТРК[36][37].
- 19 мая — Запуск эфирного и интернет-вещания «Общественного телевидения России» (ОТР)[38].
- 31 мая — «MTV Россия» прекратил эфирное вещание и был заменён на новый развлекательный телеканал «Пятница!»[39].

## Июнь
- 1 июня
  - «MTV Украина» прекратил своё вещание и был заменён на «Zoom». При этом сетка вещания после ребрендинга немного сохранилась[40];
  - Прекращение вещания телеканала «Euronews» («Евроновости») на 25 ТВК в Москве и начало вещания телеканала «Подмосковье» на той же частоте[41].
  - Первый Областной канал (Благовещенск) отказался от собственного вещания и стал сетевым партнёром России 24
- 9 июня — В Башкирии прекращено вещание телеканала «РЕН ТВ Уфа». Официальная причина — факт прекращения эфирного вещания телеканала в республике в конце мая. Инициатором отключения от эфира стало ОАО «Башинформсвязь», сославшееся на окончание срока лицензии и физический износ передатчика[42][43][44].
- 10 июня — Украинский телеканал «Хоккей» переименован в «XSPORT» и сменил концепцию[45].
- 12 июня — В Греции по решению правительства прекратила своё вещание Греческая корпорация телерадиовещания (ERT)[46].
- 21 июня — Телеканал «21+» возобновил вещание в Чебоксарах[47].

## Июль
- 1 июля
  - В Москве и Московской области запущен киноканал «10 канал»[48];
  - В Казахстане начал вещание первый государственный спортивный канал «KAZsport»[49].
- 11 июля, 19:00 — Начало вещания нового ярославского информационно-развлекательного телеканала «Я24»[50][51].
- 12 июля ― Ребрендинг российского телеканала «НТВ-Плюс Наш футбол» в «Наш футбол» и начало его вещания в стандарте высокой чёткости (HD)[52].
- 22 июля — Польша перешла на цифровое телевещание[53].
- 30 июля — Телеканал «Russian Travel Guide HD» (RTG TV HD) начал вещание в стандарте высокой чёткости (HD)[54].

## Август
- 1 августа
  - Начало отключения аналогового телевещания в Республике Беларусь[55];
  - Запуск вещания в стандарте высокой четкости (HD) телеканала «Живая природа» в кабельных сетях некоторых городов России[56];
  - Спутниковый телеканал «Look TV» производства телекомпании «Первый ТВЧ» прекратил своё вещание[56].
  - Смена логотипа и графического оформления украинского телеканала «Украина».
- 17 августа — В Италии начал вещание новый спортивный телеканал «Fox Sports 1[итал.]»[57].
- 19 августа — Российский спутниковый телеканал «Love Story» окончательно прекратил своё вещание[58].
- 20 августа — Начало вещания казанского круглосуточного телеканала «Татарстан 24».
- 26 августа:
  - Смена логотипа на канале «ТВ Центр».
  - Смена логотипа петербургского канала «100ТВ». Он из второй цифры «0» исчез оранжевый прямоугольник со словом «ТВ».
- 27 августа — Начало вещания нового ярославского телеканала «ГТ-Регион»[59];
- 30 августа — Телеканал «О2ТВ» изменил название на «О2»[60][61].

## Сентябрь
- 1 сентября
  - Смена логотипа российского телеканала «Подмосковье».
  - Запуск круглосуточного кабельного телеканала KURGAN.RU[62].
  - Переход телеканала Юрган в формат вещания 16:9[63].
  - Начало вещания российского музыкального телеканала «RU.TV» в Кипре[64].
  - Смена графического оформление польского телеканала «TVN».
- 2 сентября
  - Официальное начало вещания информационного телеканала «LifeNews»[65];
  - Объявлено о прекращении деятельности по решению учредителя телеканала «Ярославское областное телевидение» (ЯОТ)[66].
- 8 сентября — смена логотипа на Муз-ТВ, возвращается образец 2011 года.
- 15 сентября, 1:30 — Закрытие ярославского телеканала «НТМ» в связи с ребрендингом[67].
- 16 сентября
  - Изменение графического оформления телеканала «Россия-24»[68];
  - Начало вещания нового ярославского телеканала «Первый Ярославский»[67].
- 25 сентября — По результатам конкурса телеканал «Спас» получил право вещания на частоте телеканала «ТВ Центр» во втором мультиплексе цифрового телевидения России[69].
- 27 сентября — С 18:24 до 18:43 телеканал «СТС» транслировался в эфире без логотипа, с 18:43 до 19:05, во время показа сериала «Воронины», а затем шоу «Уральские пельмени» телеканал транслировался в эфире с логотипом 2005—2012 годов, затем с 19:05 телеканал снова транслировал логотип, который был обычно транслировался в эфире.
- 29 сентября — Благотворительный телевизионный марафон Первого канала «Всем Миром». На помощь пострадавшим от наводнения на Дальнем Востоке собрано 829 473 906 рублей.

## Октябрь
- 1 октября
  - Перезапуск в обновлённом формате вещания через кабельные сети и спутниковую связь в стандарте высокой чёткости (HD) канала «MTV Россия»[70];
  - Телеканал «Общественное телевидение России HD» начал вещание в стандарте высокой чёткости (HD)[71];
  - Спутниковый оператор «Триколор ТВ» запустил премиальный пакет «СуперКино HD», в состав которого входят телеканалы «КиноПремиум HD», «Сериал HD», «Остросюжетное кино HD», «Семейное HD», «Наше HD»[72];
  - Новый российский телеканал «А24» начал вещание[73];
  - Латвийский музыкально-развлекательный телеканал «OE»[укр.] начал спутниковое вещание[74];
  - Начало тестового вещания российского эротического канала «O-la-la»[75];
  - Спутниковый оператор «НТВ-Плюс» запустил новую систему пакетирования[76];
  - Официальное начало вещания телеканала «Boomerang» на русском языке[77] (тестовое вещание с русской звуковой дорожкой велось с 4 июля по 30 сентября).
- 2 октября — Белорусский спортивный телеканал «Беларусь 5» начал тестовое вещание[78].
- 15 октября
  - Телеканал «Спорт» вышел из состава второго мультиплекса цифрового телевидения России[79][80];
  - Начало вещания российского автомобильного телеканала «Авто24»[81].
- 21 октября — Смена логотипа и графического оформления российского телеканала «Башкирского спутникового телевидения».

## Ноябрь
- 15 ноября — ОАО «Первый канал», ФГУП ВГТРК, ОАО «Газпром-Медиа Холдинг», ЗАО «Национальная Медиа Группа», корпорацией «СТС Медиа», ОАО «ТВ Центр»[82] и Национальной ассоциацией телерадиовещателей (НАТ) подписан Меморандум о создании некоммерческого партнёрства «Комитет индустриальных телевизионных премий»[83]. Новую структуру возглавил Павел Корчагин[84]. Учреждены три телевизионные премии: «Вечерний прайм», «Дневной эфир» и «Региональная премия» (по 12 номинаций в каждой)[85].
- 21 ноября — В городе Мытищи Московской области запущен новый телеканал «Первый Мытищинский»[86].
- 22 ноября — Международное обновление бренда телеканала Universal — изменены логотип, оформление и слоган[87].

## Декабрь
- 1 декабря
  - В кабельных сетях «Ростелеком» и «Онлайм» начал вещание «Телеканал Деда Мороза»[88][89];
  - Начало вещания русскоязычного телеканала «Luxury World»[90].
  - Начало вещания молдавского телеканала TVR Moldova.
- 2 декабря — Телеканалы холдинга ВГТРК «Русский роман»[91] и «Бойцовский клуб»[92] начали вещание в пакетах «Супер-Оптимум», «Максимум HD» и «Золотая карта. Всё включено» спутникового оператора «Триколор ТВ», а телеканал «Футбол» прекратил вещание у того же оператора[93].

- 6 декабря — Смена логотипа в эфире украинского телеканала «1+1». Теперь в его эфире появился слоган Ты не один (укр. Ти не один).

- 16 декабря — Объявлено о прекращении деятельности по решению учредителей ивановских телеканалов «Интерактивное телевидение Иваново» и «РЕН ТВ Иваново»[94].
- 18 декабря
  - По результатам конкурса телеканал «ТВ3» получил право вещания на позиции телеканала «Спорт» во втором мультиплексе цифрового телевидения России[95];
  - Начало вещания российского христианского телеканала «LIFE TV»[96].
- 19 декабря, 12:00 — В Екатеринбурге запущен уличный телеканал «Соль»[97].
- 20 декабря — В Венгрии официально начал вещание телеканал «M3» национального вещателя MTVA[98].
- 23 декабря — Начало вещания российского информационно-развлекательного телеканала «Рай», посвящённого странам Юго-Восточной Азии[99].
- 25 декабря — Официальное начало вещания «Первого канала HD» в часовой версии «+4»[100].
- 27 декабря — Объявлено об избрании президентом фонда «Академия Российского Телевидения» Александра Акопова[101].
- 29 декабря — Прекращение вещания и закрытие телеканала «ТелеОмск-АКМЭ»[102].
- 30 декабря
  - Начало вещания омского телеканала «Продвижение. Вместе» на частоте «ТелеОмск-АКМЭ» с тем же временем вещания (17:00—0:00)[103];
  - «Волковысский телеканал» прекратил своё вещание из-за финансовых затруднений[104].
- 31 декабря
  - Прекращение вещания и закрытие детского телеканала «KidsCo»[105];
  - Прекращение вещания ярославского телеканала «Я24»[106][107][108];
  - В эфир федеральных телеканалов вышло два новогодних поздравления Владимира Путина. Первую версию увидели жители Камчатки, а вторую, записанную в Хабаровске, жители остальной части РФ[109];
  - Телеканал «Союз» сменил логотип;
  - В Казахстане прекращено вещание «Первого канала» и телеканалов «Цифрового семейства»[110]. Через несколько дней оно было возобновлено[111].

## Без даты
- Осень — Болгарский детский телеканал «БНТ +» начал своё вещание.
- Московский киноканал «10 канал» прекратил вещание[112].
- Смена логотипа и графического оформления российского телеканала «Comedy TV».